# وانغاني
وانغاني هي بلدية فرنسية في إقليم مايوت الخارجي في المحيط الهندي.